# Volcano (South Park)
«Volcano» es el segundo episodio  de la primera temporada de la serie animada de televisión estadounidense South Park. Se emitió por primera vez en Comedy Central en los Estados Unidos el 20 de agosto de 1997. En el episodio, Stan, Kyle, Cartman y Kenny van de caza con el tío de Stan, Jimbo Kern, y su compañero de guerra Ned Gerblansky. Durante el viaje, Stan se siente frustrado por su falta de voluntad para dispararle a una criatura viva, y Cartman intenta asustar a la partida de caza con historias de una criatura llamada Scuzzlebutt. Mientras tanto, el grupo no sabe que un volcán cercano está a punto de hacer erupción.
El episodio fue escrito por los co-creadores de la serie Trey Parker y Matt Stone. Se inspiró en las películas de desastres de 1997 Volcano y Dante's Peak, las cuales a Parker y Stone no les gustaron mucho. La trama también se basó en la cantidad significativa de caza que Parker y Stone presenciaron mientras crecían en Colorado; La vacilación de Stan sobre el deporte refleja los sentimientos reales de Parker sobre la caza. Parker y Stone sintieron que la animación por computadora en «Volcano» había mejorado mucho en comparación con los primeros episodios; estaban particularmente complacidos con la lava, que se hizo para parecerse al papel de construcción naranja.
«Volcano» recibió críticas generalmente positivas y fue nominado para un premio Environmental Media Award de 1997. Un poco más de 1 millón de espectadores vieron la transmisión original, según las calificaciones Nielsen. El episodio contó con las primeras apariciones de los personajes recurrentes Ned Gerblansky y Randy Marsh. Este último, que también es el geólogo de la ciudad, se establece como el padre de Stan en episodios posteriores. También marcó la primera de dos apariciones de Scuzzlebutt, quien se convirtió en un personaje secundario popular y apareció en los videojuegos South Park 10: The Game, South Park: Phone Destroyer y South Park Rally. El episodio parodia los videos educativos Duck and Cover de las décadas de 1950 y 1960 que aconsejaban a las personas que se escondieran debajo de las mesas en caso de un ataque nuclear.

## Argumento
El tío de Stan, Jimbo, y su amigo de la Guerra de Vietnam, Ned, llevan a Stan, Kenny, Kyle y Cartman a un viaje de cacería en las montañas. Cuando llegan, Jimbo les explica a los niños cómo cazar. Cada vez que ven una criatura, le disparan después de gritar: «¡Viene directo hacia nosotros!», para que puedan afirmar que dispararon en defensa propia. Stan no tiene el temperamento adecuado para disfrutar de la caza y se ve incapaz de disparar a un objetivo vivo. A diferencia de Stan, Kenny puede disparar a los animales, lo que impresiona a Jimbo. Mientras tanto, un geólogo de South Park, Randy, descubre que la montaña en la que los chicos están cazando es un volcán que está a punto de hacer erupción. Informa sus hallazgos a la alcaldesa, quien dirige a uno de sus ayudantes para que tome las decisiones apropiadas sobre la crisis.
Durante el viaje de caza, Jimbo proclama a Kenny su sobrino honorario, lo que molesta a Stan. Cuando cae la noche, Cartman cuenta la historia de Scuzzlebutt, una criatura que tiene un trozo de apio en lugar de una de sus manos y Patrick Duffy por una pierna. Los chicos son escépticos, por lo que Cartman decide disfrazarse como la criatura a la mañana siguiente para convencerlos y asustarlos. Cuando desaparece a la mañana siguiente, los demás salen a buscarlo. Luego ven a Cartman disfrazado de Scuzzlebutt y comienzan a dispararle. Cuando lo alcanzan en la base de la montaña, Stan intenta dispararle para redimirse ante los ojos de su tío. Sin embargo, no puede hacerlo y la demora le da tiempo a Cartman para quitarse el disfraz. En una elevación más baja, Randy ordena a los residentes de South Park que caven una zanja para desviar la lava de la ciudad.
De repente, el volcán entra en erupción. Los cazadores intentan huir, pero quedan atrapados al otro lado de la trinchera. Luego aparece el verdadero Scuzzlebutt, y Jimbo se disculpa con los niños por sus muertes aparentemente inminentes, justo antes de darse cuenta de que Scuzzlebutt está tejiendo una canasta de mimbre para llevar a la partida de caza a un lugar seguro. Luego, la lava fluye a través de la zanja tal como lo planeó Randy, pero debido a un error de cálculo que cometió, la zanja lleva la lava a Denver, destruyéndola. Sin embargo, en un intento equivocado de demostrar que puede matar algo e impresionar a su tío, Stan mata a Scuzzlebutt. Jimbo está menos que impresionado y le dice a Stan que «algunas cosas las matas y otras no». Ned afirma que ahora comprende la locura de las armas y deja caer su rifle, que dispara accidentalmente, matando a Kenny. Stan no entiende, ya que Jimbo intentó matar a Scuzzlebutt antes y a otros animales y quería impresionar a Jimbo como lo hizo Kenny, Jimbo señala que Kenny está muerto y que Stan siempre será el sobrino de Jimbo. Los chicos deciden que cazar es estúpido y confuso, y deciden irse a casa y ver dibujos animados.

## Producción

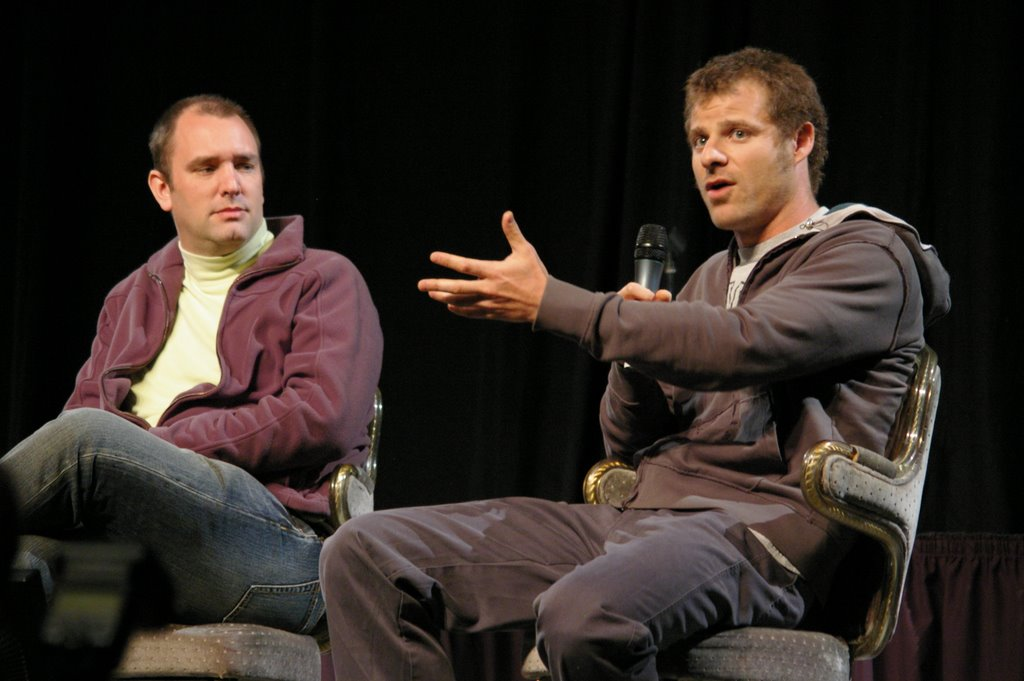
Los co-creadores de South Park, Trey Parker y Matt Stone, escribieron y dirigieron «Volcano»

«Volcano» fue escrito y dirigido por los co-creadores de la serie Trey Parker y Matt Stone. El episodio se inspiró en películas de desastres de Hollywood relacionadas con volcanes, como Dante's Peak y Volcano (1997), que se estrenaron en la época en que estaban escribiendo el guion; Parker y Stone consideraron las películas como dos de las peores jamás realizadas. Stone dijo: «Si miras este episodio y luego ves Volcano, esto tiene más sentido que Volcano». Debbie Liebling, quien se desempeñó como productora de South Park en el momento de la transmisión del episodio dijo que la erupción del volcán en South Park ayudó a establecer el escenario como un lugar donde «cualquier cosa puede pasar». Aunque Stone y Parker reconocieron que un volcán en realidad no podría entrar en erupción en esta ciudad de Colorado, sintieron que tenían derecho a crear el episodio de todos modos porque la película Volcano estaba ambientada en Los Ángeles; Stone dijo: «Si ellos pudieron hacerlo, nosotros pudimos». Del mismo modo, el dúo reconoce que el túnel construido en el episodio realmente no desviaría la lava, pero lo incluyeron porque Parker dijo: «Cualquier película hoy, básicamente es lo tonta que es».
Otra influencia en la trama fue la cantidad de caza que Parker y Stone vieron a su alrededor mientras crecían en Colorado. Ninguno de ellos era cazador, y Parker dijo que la vacilación de Stan sobre la caza se basaba en gran medida en él y su padre, que odiaba la idea de matar a un animal a pesar de que el abuelo de Parker, como Jimbo, estaba entusiasmado con el deporte. Parker dijo que siente que muchos de los episodios de la primera temporada considerados tabú en 1997 habrían sido considerados menos controvertidos cinco años después, pero que «Volcano» es una excepción. Dado que el episodio involucró a niños bebiendo cerveza y amenazándose unos a otros a punta de pistola durante los viajes de caza, Parker dijo que no creía que Comedy Central lo hubiera transmitido después de la masacre de la Escuela Secundaria de Columbine.en 1999. Parker dijo: «En ese entonces, era algo divertido, los niños apuntándose con armas, y ahora no es tan divertido».
Los animadores de South Park pasaron los primeros cuatro episodios del programa tratando de perfeccionar la animación de los personajes. En «Volcano», que se produjo después de «Weight Gain 4000», Parker y Stone sintieron que se mejoraron las texturas, así como detalles más pequeños como las líneas alrededor de los ojos de los personajes. Mientras que el piloto de la serie «Cartman Gets an Anal Probe» fue animado con cartulina, los episodios posteriores se realizaron con computadoras. Sin embargo, Parker y Stone querían que el programa mantuviera su aspecto tosco de papel; por ejemplo, pidieron específicamente que el cielo nocturno en este episodio pareciera un trozo de papel negro con agujeros cortados para las estrellas, tal como estaba en el episodio piloto. Stone y Parker estaban especialmente orgullosos de la animación de la lava, que según dijeron les tomó horas perfeccionar, aunque reconocieron que terminó pareciendo simplemente papel de construcción naranja. La bola de lava que sale disparada del volcán y casi mata a Kenny se inspiró directamente en la película Volcano. A Parker y Stone se les ocurrió el personaje de Scuzzlebutt durante una conversación al azar con la ejecutiva de Comedy Central, Debbie Liebling. Mientras se reunían con ella, simplemente comenzaron a dibujar el personaje y decidieron agregar una mano de apio y una pierna de Patrick Duffy sin ninguna razón en particular. Scuzzlebutt también apareció en un segundo episodio, «City on the Edge of Forever» de la segunda temporada. Scuzzlebutt resultando ser un personaje real en lugar de una historia ridícula fue el primer ejemplo de una característica común del personaje de Cartman, en el que Cartman dice cosas escandalosas y completamente irreales que resultan ser ciertas. Stone comentó: «Tiene razón más seguido de lo que se equivoca».
El episodio «Volcano» estaba en producción cuando South Park debutó el 13 de agosto de 1997. Los ejecutivos de Comedy Central no se opusieron a la mayor parte del contenido del episodio, pero dijeron que la escena en la que Kyle expulsa un gas mientras hablaba con Stan debería haberse eliminado porque no pasó nada después del gas, y dijeron que era no es divertido. Parker y Stone, sin embargo, insistieron en que se quedara en el episodio, y dijeron que la falta de reacción al gas fue lo que lo hizo divertido. Durante los primeros planos del rostro de Cartman mientras cuenta la historia de Scuzzlebutt alrededor de la fogata, las llamas del fuego dejan de moverse. Parker y Stone notaron el error de consistencia después de que se había finalizado el episodio, pero no tuvieron suficiente tiempo para regresar y corregirlo antes de la fecha de transmisión, por lo que lo dejaron. Un gato que aparecía en el fondo de una de las escenas al aire libre era diseñado para verse exactamente como el gato de Parker, Jake. La escena en la que Ned se incendia se basó en una experiencia que Parker tuvo durante un viaje de campamento en Colorado en el que intentó hacer un «truco de fuego indio», en el que se vierte gasolina en un fuego para crear grandes llamas. Aunque nadie se quemó, Parker dijo que el truco falló y casi incendiaron el bosque. Después de terminar el episodio, Parker y Stone se dieron cuenta de que «Volcano» era aproximadamente dos minutos más corto que el tiempo requerido para el episodio. Para agregar tiempo al episodio, Parker y Stone agregaron la escena con Ned cantando la canción «Kumbaya» alrededor del fuego, así como la larga imagen congelada de unos sorprendidos Chef y la alcaldesa McDaniels reaccionando a la noticia de la inminente erupción del volcán.
Además de Scuzzlebutt, «Volcano» incluyó las primeras apariciones de los personajes recurrentes Randy Marsh y Ned Gerblanski. En esta primera aparición, Randy se identifica solo como el geólogo de South Park, y es solo en el episodio «An Elephant Makes Love to a Pig» que se le presenta por primera vez como el padre de Stan. Parker, quien proporciona la voz de Randy Marsh, dijo que el diseño, la voz y la personalidad del personaje se basan en su padre en la vida real, que trabaja como geólogo para el Servicio Geológico de los Estados Unidos. Parker dijo que su padre es muy tranquilo en la vida real, y la reacción relajada de Randy al enterarse del volcán, bebiendo tranquilamente su café, es «sobre cómo reaccionaría mi padre ante cualquier cosa». El aspecto del personaje de Ned se basó en un dibujo que Parker hizo en la escuela secundaria, aunque el personaje originalmente no tenía laringe. La voz se inspiró en una camarera que trabajaba en un restaurante Kentucky Fried Chicken en Boulder, Colorado, donde Parker y Stone visitaban mientras asistían a la Universidad de Colorado. El dúo dijo que irían al restaurante solo para escuchar su voz, pero que era tan baja que perderían el apetito cuando ella tomara sus pedidos. Stone y Parker tuvieron problemas para crear la voz adecuada para el personaje; intentaron poner el micrófono directamente en su garganta y también compraron una caja de voz real, pero finalmente decidieron que la mejor manera de proporcionar la voz del personaje era con una simulación de voz natural.
«Volcano» se lanzó junto con otros cinco episodios en un conjunto de tres VHS el 5 de mayo de 1998, lo que marcó la primera vez que South Park estuvo disponible en video. El episodio fue lanzado en el video «Volume I» junto con «Cartman Gets an Anal Probe»; otros episodios destacados incluyeron «An Elephant Makes Love to a Pig», «Death», «Weight Gain 4000», y «Big Gay Al's Big Gay Boat Ride». «South Park: The Complete First Season», un DVD con los trece episodios, incluido «Volcano», fue lanzado el 12 de noviembre de 2002. Parker y Stone grabaron pistas de comentarios para cada episodio, pero las pistas no se incluyeron en los DVD debido a problemas de «estándares» con algunas de las declaraciones; Parker y Stone se negaron a permitir que las pistas fueran editadas y censuradas, por lo que se publicaron en un CD separado.